# 7555 Venvolkov
7555 Venvolkov eller 1981 SZ6 är en asteroid i huvudbältet som upptäcktes den 28 september 1981 av den sovjetisk-ryska astronomen Ljudmila Zjuravljova vid Krims astrofysiska observatorium på Krim. Den är uppkallad efter Veniamin V. Volkov.
Asteroiden har en diameter på ungefär 3 kilometer.